# Bogdan Barbu (fotbalist)
Bogdan Barbu (n. 13 aprilie 1992, București, România) este un fotbalist român, care joacă pe post de mijlocaș la CS Dinamo în Liga a III-a.